# Spencer Dryden
Pour les articles homonymes, voir Dryden.
Spencer Dryden (7 avril 1938 – 11 janvier 2005) était un musicien, batteur de jazz et de rock. Il a joué dans des groupes comme New Riders of the Purple Sage et The Dinosaurs mais il est plus connu pour avoir été le deuxième batteur du groupe de rock Jefferson Airplane.

## Enfance
Spencer Dryden est né à New York en 1938. Il est le fils d'Alice Chapel et de Wheeler Dryden, demi-frère de Charlie Chaplin par leur mère. Alors que Spencer est encore enfant, son père Wheeler déménage à Los Angeles afin de travailler dans le milieu du cinéma en qualité d'assistant de Chaplin. Wheeler est passionné de Jazz et il emmène souvent Spencer dans les clubs avec lui. Spencer s'initiera à cette musique à cette occasion. Dans des interviews qu'il donnera plus tard à l'âge adulte, Spencer évoquera avec nostalgie l'époque à laquelle il faisait ses premières armes à la batterie dans le studio hollywoodien de son oncle Charlie en présence de ce dernier.

## Jefferson Airplane

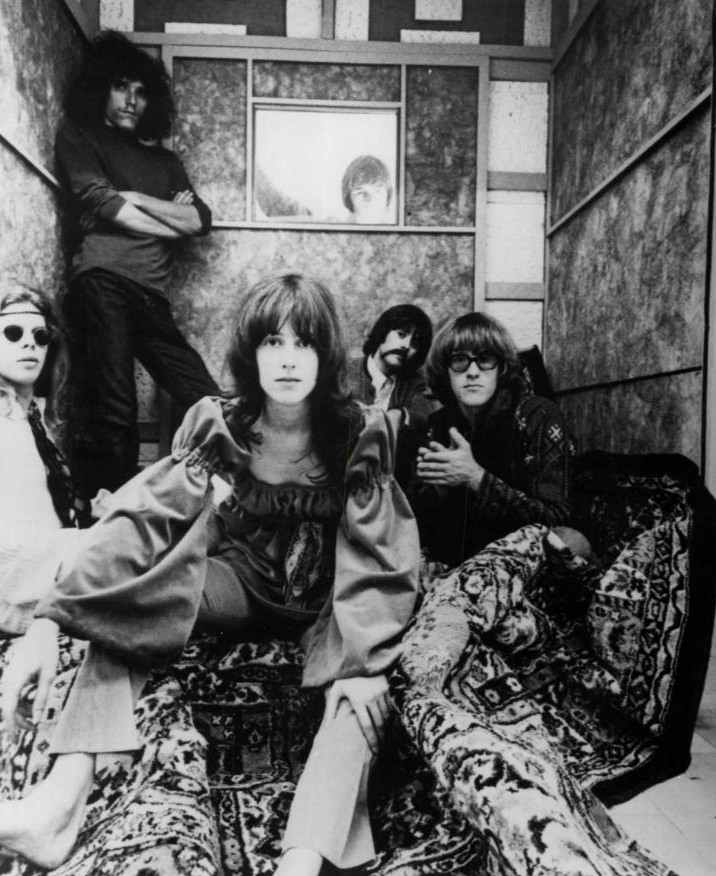
Photo du groupe Jefferson Airplane.

Entre 1966 et 1970, Spencer est recruté pour remplacer le batteur de Jefferson Airplane, Skip Spence. Il va apporter au groupe une section rythmique de qualité exceptionnelle et dans les concerts en public un sens de l'improvisation hors pair dans ses solos.
Spencer Dryden ne faisait pas état du fait qu'il était le neveu de Charlie Chaplin, à tel point que les autres membres de Jefferson Airplane l'ignoraient.
Spencer Dryden quitte le groupe en 1970 en raison des événements du festival d'Altamont au cours duquel un des spectateurs du festival a été poignardé à mort.

## De The New Riders of the Purple Sage à The Dinosaurs
Spencer Dryden quitte le milieu de la musique pendant deux ans après Jefferson Airplane et revient en 1972 en tant que batteur du groupe The New Riders of the Purple Sage, une émanation de Grateful Dead. Il joue avec eux jusqu'en 1977, date à laquelle il devient leur manager. Il quitte ensuite les Riders pour incorporer le groupe The Dinosaurs jusqu'en 1995, date à laquelle il se retire de la musique.

## Fin de carrière et décès
Jefferson Airplane décide de se reformer en 1989 mais Spencer Dryden refuse de participer à l'événement.
En 2004, Spencer doit faire face à une opération chirurgicale importante à la hanche et un pontage coronarien. Des amis musiciens se cotisent et organisent une quête ayant pour but de lever des fonds afin de payer à Spencer ses frais médicaux. Ils récolteront 36 000 $.
Il meurt dans l'indifférence d'un cancer du côlon.